# اتوره اسکولا
اتوره اسکولا (ایتالیایی: Ettore Scola؛ زادهٔ ۱۰ مهٔ ۱۹۳۱-درگذشته ۱۹ ژانویه ۲۰۱۶) کارگردان و فیلم‌نامه‌نویس ایتالیایی بود. وی در سال ۱۹۷۸ برنده جایزه گلدن گلوب بهترین فیلم خارجی شد.

## زندگی‌نامه هنری
اتوره اسکولا یکی از قهرمانان نیمه دوم عصر طلایی سینمای ایتالیا پس از جنگ جهانی دوم بود. او فعالیت در سینما را در دهه ۱۹۵۰ به عنوان فیلم‌نامه‌نویس آغاز کرد، اما یک دهه بعد زمانی که به کارگردانی روی آورد، برای خود اسم و رسمی به هم زد.
اسکولا طی حدود چهار دهه کارگردانی حدود ۴۰ فیلم ساخت و در این مدت هشت فیلم او در بخش مسابقه اصلی جشنواره فیلم کن نمایش داده شده‌است. او سال ۱۹۷۶ برای فیلم «زشت، کثیف و بد» برنده جایزه بهترین کارگردان از این جشنواره شد و در ۱۹۸۰ برای فیلم «تراس» با بازی ویتوریو گاسمن و مارچلو ماسترویانی جایزه بهترین فیلمنامه را برد. اسکولا سال ۱۹۸۸ نیز رئیس داوران جشنواره کن بود.
اسکولا احتمالاً بیش از همه به خاطر درام کمدی «همه ما همدیگر را خیلی دوست داشتیم» (۱۹۷۴) شهرت دارد. این فیلم داستان سه آرمانگراست که در دوران جنگ جهانی دوم زمانی که پارتیزان بودند با هم آشنا می‌شوند و در دوران پس از جنگ با مشکلات زیادی روبرو می‌شوند. این فیلم که از آن به عنوان یکی از تاثیرگذارترین فیلم‌های کمدی کاملاً ایتالیایی یاد می‌شود، برنده جوایز مختلف از جشنواره‌های سینمایی شد و در سطح بین‌المللی بسیار موفق بود.
اسکولا چهار بار نامزد جایزه اسکار شد؛ اولین بار سال ۱۹۷۷ برای فیلم «یک روز به‌ویژه» و آخرین بار سال ۱۹۸۸ برای فیلم «خانواده». چهار فیلم او شامل «یک روز به‌ویژه» (۱۹۷۷)، «زنده‌باد ایتالیا» (۱۹۷۷)، «مجلس رقص» (۱۹۸۳) و «خانواده» (۱۹۸۷) نامزد اسکار بهترین فیلم خارجی‌زبان بودند.

اسکولا در ۱۹ ژانویه ۲۰۱۶ در ۸۴ سالگی در شهر رم درگذشت.

## جوایز
- 1975  جشنواره فیلم مسکو بهترین فیلم «همه ما همدیگر را خیلی دوست داشتیم»
- 1976  جشنواره فیلم کن بهترین کارگردان برای فیلم «زشت، کثیف و بد»
- 1977 جایزه سزار بهترین فیلم خارجی برای فیلم «همه ما همدیگر را خیلی دوست داشتیم»
- 1978  گلدن گلوب بهترین فیلم خارجی برای یلم ـیک روز به‌ویژه»
- 1980 جایزه بهترین فیلمنامه از جشنواره کن برای فیلم «تراس»
- 1984  خرس نقره ای برای بهترین کارگردانی برای فیلم «مجلس رقص»
- 1984 جایزه سزار بهترین کارگردانی برای فیلم «مجلس رقص»

## فیلمشناسی
- زیباترین روزها (۱۹۵۶)
- بیا دربارهٔ زنها حرف بزنیم (۱۹۶۴)
- زمان سخت شاهزادگان (۱۹۶۵)
- هیجان (۱۹۶۵)
- شیطان عاشق (۱۹۶۶)
- آیا قهرمانان ما قادر به یافتن دوستشان که به طرز مرموزی در در آفریقا ناپدید شده‌اند هستند؟ (۱۹۶۸)
- رئیس پلیس پپه (۱۹۶۹)
- حسادت به سبک ایتالیایی (۱۹۷۰)
- نام من روکو پاپالئو است (۱۹۷۱)
- شگفت انگیزترین شب زندگیم (۱۹۷۲)
- ترویکو-تورینو (سفر به فیات-نام) (۱۹۷۳)
- همه ما همدیگر را خیلی دوست داشتیم (۱۹۷۴)
- زشت،کثیف و بد (۱۹۷۶)
- شب بخیر، آقایان و خانم‌ها (۱۹۷۶)
- یک روز بخصوص (۱۹۷۷)
- زنده باد ایتالیا! (۱۹۷۷)
- تراس (۱۹۸۰)
- شور عشق (۱۹۸۱)
- آن شب در وارن (۱۹۷۸)
- مجلس رقص (۱۹۸۳)
- ماکارونی (۱۹۸۵)
- خانواده (۱۹۸۷)
- اسپلندور (۱۹۸۹)
- ساعت چنده؟ (۱۹۸۹)
- سفر کاپیتان فراکاسا (۱۹۹۰)
- ماریو، ماریا و ماریو (۱۹۹۳)
- داستان یک جوان فقیر (۱۹۹۵)
- شام (۱۹۹۸)
- مسابقه ناعادلانه (۲۰۰۱)
- مردم رم (۲۰۰۳)
- چقدر عجیبه اسمت فدریکو باشه (۲۰۱۳)